# Clinotaenia grata
Clinotaenia grata är en tvåvingeart som först beskrevs av Christian Rudolph Wilhelm Wiedemann 1830.  Clinotaenia grata ingår i släktet Clinotaenia och familjen borrflugor. Inga underarter finns listade i Catalogue of Life.